# Husz János-emlékmű (Prága)
A Husz János-emlékmű (csehül: Pomník mistra Jana Husa) a cseh főváros, Prága történelmi óvárosában, az Óváros tér közepén álló szecessziós stílusú szoborcsoport. A hatalmas emlékmű olyan győztes huszita harcosokat és protestánsokat ábrázol, akiket 200 évvel a prédikátor és egyházreformátor Husz János halála után kényszerítettek száműzetésbe a harmincéves háború során elvesztett fehérhegyi csatát követően, valamint egy fiatal anyát, aki a nemzeti újjászületést szimbolizálja. Az emlékmű akkora volt, hogy a szobrász saját villát és műtermet tervezett és épített, ahol a munkát el lehetett végezni. 1915-ben leplezték le Husz vértanúságának 500. évfordulója alkalmából, habár már évekkel korábban, 1906-ban elkészült. Az emlékművet Ladislav Šaloun tervezte, elkészítését kizárólag magánadományokból finanszírozták.

## Története

### Előzmények
A cseh reformátornak emléket állító alkotás létrehozásának gondolata a cseh parlament 1889. november 25-i botrányos üléséig nyúlik vissza. A gyűlésnek ekkor határozatot kellett hoznia 72 emléktábla felállításáról, amelyeken fontos cseh személyiségek nevei szerepelnének a az új prágai Nemzeti Múzeum homlokzatán. Szenvedélyes és ellentmondásos vita bontakozott ki Husz Jánosról. A fiatal csehek pártjának képviselői hangsúlyozták Husz és a huszita reformmozgalom fontosságát, és emléktáblát kértek Husz János számára. Ezt a katolikus nemesség képviselői élesen elutasították, számukra szóba sem jöhetett a prédikátor ilyenfajta tisztelete. Az elutasítás csúcspontját a nagybirtokosok pártjának tagja, IV. Schwarzenberg Károly herceg a huszitákat „rablók és gyújtogatók bandájának” titulálta. Ez a nyilatkozat komoly nyilvános és sajtóbeli tüntetésekhez vezetett. Ekkor határozták el a csehek, hogy egy nagy emlékművet építsenek a fővárosban a reformátor tiszteletére, és novemberben gyűjtést indítottak ennek finanszírozására. A közvélemény egyre nagyobb nyomására a parlament alig egy hónappal később végül jóváhagyta az emléktábla felavatását.
A nagy emlékmű építésének szándéka gyorsan sok támogatót szerzett, de még hosszú volt az út a megvalósítás előtt. Néha nagyon szenvedélyes viták bontakoztak ki nemcsak Husz jelentőségéről, hanem az emlékmű megfelelő helyszínéről és művészi kialakításáról is. A következő évek politikai vitáiban a reformátor eredeti képe egy keresztény vértanú és a hit szabadságáért küzdő ember képéről egy cseh nemzeti hőssé változott, aki félelem nélkül harcolt az igazságért, a lelkiismereti szabadságért és a hatóságok ellen, így a Habsburg-ellenes mozgalom fontos alakja és a független cseh állam szimbóluma lett.

### Az első pályázat
1890 elején megalakult a Husz János Mester Emlékművének Építésével Foglalkozó Egyesület (Spolek pro zbudování pomníku Mistra Jana Husa), akik Vojtěch Náprsteket választották meg első elnöküknek. Miután a városvezetés 1891. február 13-án jóváhagyta a Kis tér (Malé náměstí) kiépítését Prága óvárosában, 1891. október 3-án nyilvános versenyt hirdettek. A beérkezett kilenc javaslat közül a zsűrit leginkább Vilém Amort cseh szobrászművész pályaműve nyűgözte le. „A művészet, a haza és az emberek szeretetéért” jeligéjű tervezet szerint a szoborcsoport így nézett volna ki: „A korinthoszi oszlop a gazdagon díszített talapzatból emelkedik ki, díszes oszlopfőjét a huszita kehely koronázza. Husz János prédikátorként áll az oszlop előtt, egy fáklyás szárnyas géniusz repül felé, hogy megkoronázza őt a dicsőség koszorújával. Husz elhelyezése a hatalmas oszlop előtt emlékeztetne a máglyahalálára és vértanúságára.”
Az egyesület képviselői azonban egyik javaslattal sem voltak teljesen elégedettek. Emellett gondok adódtak az emlékmű elhelyezésével is, mert a jövőben villamosvonalnak kellett volna áthaladnia a Kis téren (Malé náměstí). Az egyesület által létrehozott művészeti bizottság a prágai Újvárosban található Vencel teret javasolta Prága legreprezentatívabb helyének, vagy az Óváros Betlehem terét, mivel itt állt korábban a Betlehem-kápolna, ahol Husz tíz évig prédikációit tartotta. A városi tanács 1896. február 22-én felállított bizottsága az Óváros teret javasolta helyette, mivel már a Vencel térre tervezték a Szent Vencel-emlékművet, és itt nem volt lehetőség mindkét emlékmű elhelyezésére. Az Óváros tér emellett sokkal nagyobb helyet kínált, mint a szűkös Kis tér.
Ez a választás a katolikus egyház heves tiltakozásához vezetett, mivel az Óváros téren már ott állt a 14 méter magas barokk Mária-oszlop, amelyet 1650-ben adományoztak köszönetképpen, amiért megmentette Prága Óvárosát a protestáns svéd hadsereg pusztításától. A katolikus egyház tiltakozó zarándoklatra szólította fel a híveket, és ezen 4000 hívő vett részt 1898. július 5-én, a prédikátor kivégzése emléknapjának előestéjén. A bécsi kormánynak sem tetszett a szándék, hogy emlékművet állítsanak Husznak. Az egyesület tevékenységét a Habsburg-ellenes, cseh nemzeti mozgalom politikai demonstrációjának is tekintette.

### A második pályázat és a szobor felállítása

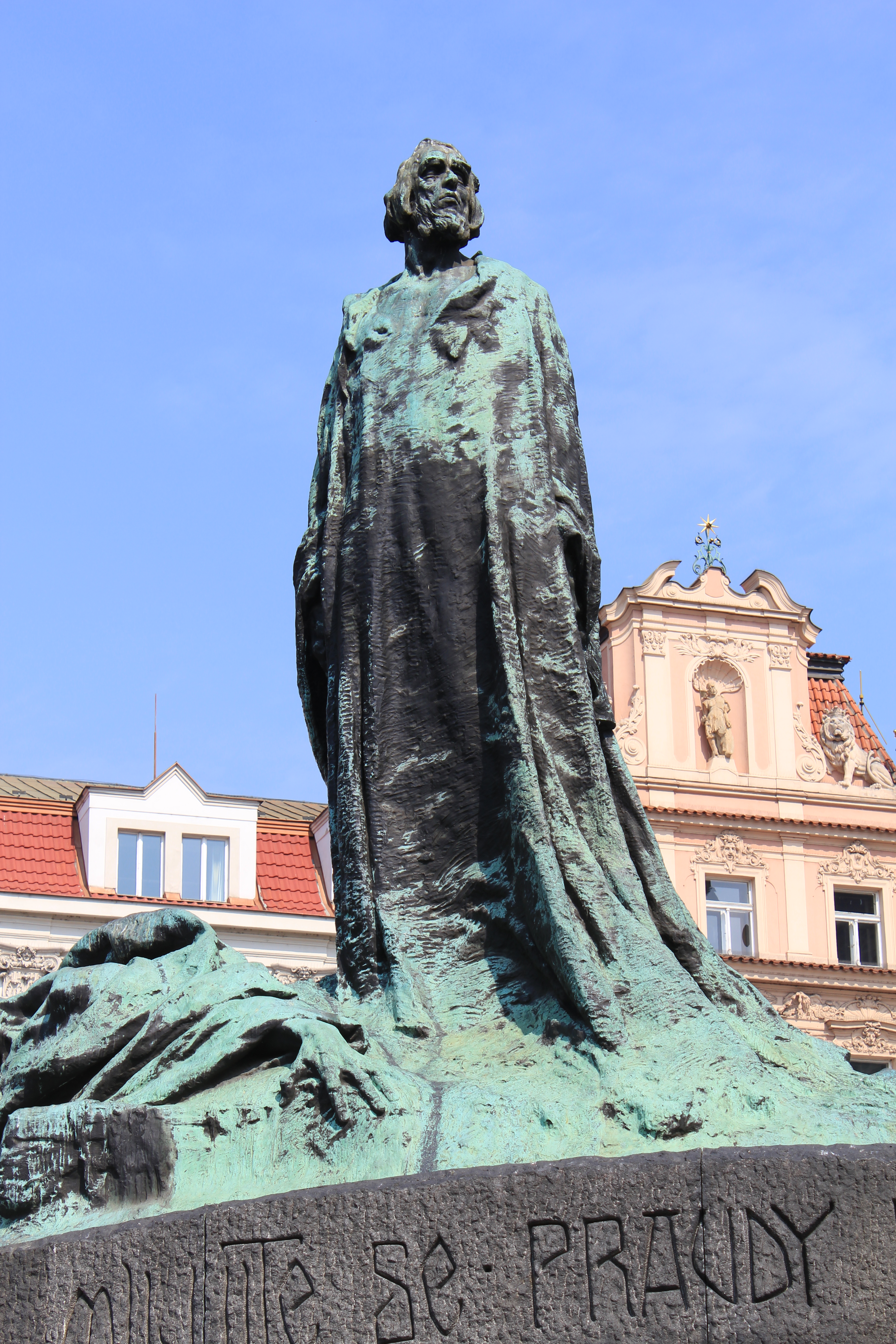

A városi tanács végül 1899. január 16-án  hagyta jóvá a leendő emlékmű Óváros térre telepítését. Ezután 1900-ban hirdette meg az egyesület a második pályázatot, amelyen 32 művész vett részt, köztük Stanislav Sucharda, Jan Kotěra és Ladislav Šaloun. Az első díjat Ladislav Šaloun ifjú cseh szobrász és Antonín Pfeifer építész kapta. Az alapkő ünnepélyes letételére 1903. július 6-án került sor, bár ekkor még nem döntötték el, milyen legyen az emlékmű végleges formája, és az egyesület csak két évvel később rendelte meg Ladislav Šalountól a művet. A hosszú társadalmi vita alatt Šalounnak többször módosítania kellett terveit; 1907-ben és 1911-ben eredeti méretű maketteket állított fel az Óváros téren. A végleges változatot 1911-ben hagyták jóvá, és az öntéssel a Brandýs nad Labem-Stará Boleslav-i Srpek céget bízták meg. Az emlékmű 1915 júniusában készült el.
A leleplezést és a nemzetközi átadóünnepséget 1915. július 6-ára, Husz János megégetésének 500. évfordulójára tervezték, de a nagy ünnepet az első világháború kitörése miatt el kellett halasztani. Az egyesület képviselői csak egy kis rendezvényen, „zárt ajtók mögött” találkozhattak az Óvárosi városházán. A nagy ünnepélyes leleplezésre a Csehszlovák Köztársaság megalakulása után sem került sor.
A Mária-oszlop nem sokkal élte túl a szomszédos szobor felállítását. Néhány nappal a független Csehszlovák Köztársaság kikiáltása után, 1918. november 3-án dühös tüntetők egy csoportja a „Jóvátétel Fehérhegyért!” mottó alatt tartott nagy találkozó után ledöntötte a Mária-oszlopot, amelyre ekkor már a katolikus és Habsburg-elnyomás szimbólumaként tekintettek. Több mint 100 évvel később, 2020-ban, a Mária-oszlopot eredeti formájában újjáépítették.

## Fordítás
- Ez a szócikk részben vagy egészben  a   Jan Hus Memorial című cseh Wikipédia-szócikk ezen változatának fordításán alapul.  Az eredeti cikk szerkesztőit annak laptörténete sorolja fel. Ez a jelzés csupán a megfogalmazás eredetét és a szerzői jogokat jelzi, nem szolgál a cikkben szereplő információk forrásmegjelöléseként.